# Паспорт сделки
Паспорт сделки — документ, служащий целям валютного контроля, который оформляется для импортного или экспортного контракта.
С 1 марта 2018 года  вместо оформления паспорта сделки, банк принимает к учету договор.
Различают паспорт импортной сделки и паспорт экспортной сделки.

## Условия использования

### После отмены паспорта сделки
С 1 марта 2018 года в зависимости от параметров внешнеторговой сделки, возможны два способа оформления:
1. для «недорогих» договоров — оформления не требуется:
  - и сумма обязательств по договору — не более 200 тыс. руб.;
  - и если по договору происходит зачисление иностранной валюты на транзитный счет резидента или списание средств с его валютного расчетного счета.
2. для всех остальных договоров — требуется постановка на учёт договора в уполномоченном банке:
  - сумма обязательств по договору не менее 3 млн руб. — для импортных контрактов и кредитных договоров;
  - сумма обязательств по договору не менее 6 млн руб. — для экспортных контрактов[2].

### До отмены паспорта сделки
До 1 марта 2018 года паспорт сделки следовало оформлять в случае превышения договором планки в 50 000$.
Также есть специально оговоренные случаи, когда оформление паспорта сделки также не требуется, если сделка заключена:
- между нерезидентами и физическими лицами — резидентами, не являющимися индивидуальными предпринимателями, при осуществлении указанных резидентами валютных операций по контракту;
- между нерезидентом и кредитной организацией — резидентом;
- между нерезидентом и федеральным органом исполнительной власти, специально уполномоченным Правительством Российской Федерации на осуществление валютных операций (Такими органами являются Правительство РФ, ЦБ РФ, Минобороны (разведывательные подразделения));

Паспорт сделки должен содержать сведения, необходимые в целях обеспечения учета и отчетности и осуществления валютного контроля по валютным операциям между резидентами и нерезидентами.

## Структура паспорта сделки
В паспорте сделки указываются:
1. номер и дата оформления паспорта сделки;
2. сведения о резиденте и его иностранном контрагенте;
3. общие сведения о внешнеторговой сделке:
  1. дата договора;
  2. номер договора (если имеется);
  3. общая сумма сделки (если имеется);
  4. валюта цены сделки;
  5. дата завершения исполнения обязательств по сделке;
4. сведения об уполномоченном банке, в котором оформляется паспорт сделки и через счета в котором осуществляются расчеты по сделке;
5. сведения о переоформлении и об основаниях для закрытия паспорта сделки.

## Сроки
Сроки направления документов для постановки договора на учет те же, что и при оформлении паспорта сделки.
| Вид операции                                                                                      | Последний срок подачи документов в банк                                                                 |
| ------------------------------------------------------------------------------------------------- | --- |
| Списание денег со счёта резидента в банке УК                                                      | Дата представления распоряжения о списании                                                              |
| Зачисление денег на счёт резидента в банке УК                                                     | 15 рабочих дней с даты поступления средств                                                              |
| Расчеты через счёт резидента в банке-нерезиденте                                                  | 30 рабочих дней после окончания месяца, в котором средства списаны с такого счёта или зачислены на него |
| Ввоз (вывоз) декларируемых товаров                                                                | Дата подачи документов таможенникам                                                                     |
| Ввоз (вывоз) недекларируемых товаров                                                              | 15 рабочих дней после окончания месяца, в котором оформлены подтверждающие документы                    |
| Выполнение работ, оказание услуг, передача информации и результатов интеллектуальной деятельности | 15 рабочих дней после окончания месяца, в котором оформлены подтверждающие документы                    |